# Callard Harris
Callard Harris ist ein US-amerikanischer Schauspieler.

## Leben
Harris gehörte in seiner Schulzeit einem Golfteam an und gewann mit seinem Team das Michigan Golf Turnier. Nachdem Harris kleinere Rollen in diversen amerikanischen Fernsehserien gespielt hatte, bekam er seine erste größere Rolle in der zweiten Staffel der US-amerikanischen Dramaserie Sons of Anarchy, wo er die Rolle des irischen Waffenhändlers Edmond Hayes spielte. Daran schloss sich eine Hauptrolle als Mike Reno in der Comedy-Drama-Fernsehserie Glory Daze an. Die Serie wurde mit Abschluss der ersten Staffel eingestellt. In der Neuauflage von Dallas übernahm Harris die Rolle des Tommy Sutter.
In dem im Oktober 2013 anlaufenden Spin-off von Vampire Diaries, The Originals, spielt Harris ebenso wie in der Backdoor-Pilotfolge Stadt der Vampire die Rolle des Thierry.
Harris designed unter anderem auch T-Shirts, die er zum Verkauf anbietet. Des Weiteren dreht er Kurzvideos, worunter sich auch Parodien von Computerspielen befinden. Diese Arbeiten veröffentlicht er auf seiner Webseite.

## Filmografie (Auswahl)
- 2005: Intermedio
- 2006: Scrubs – Die Anfänger (Fernsehserie, Episode 5x11)
- 2006: Windfall (Fernsehserie, 2 Episoden)
- 2007: Cannibals – Welcome to the Jungle (Welcome To The Jungle)
- 2007: Them
- 2007: Unfabulous (Fernsehserie, Episode 3x04)
- 2007: CSI: Miami (Fernsehserie, Episode 3x06)
- 2008–2009: Roommates (Fernsehserie, 3 Episoden)
- 2009: Sons of Anarchy (Fernsehserie, 9 Episoden)
- 2009: The Mentalist (Fernsehserie, Episode 2x09)
- 2009: Little Odessa (Kurzfilm)
- 2010: Seamus and Magellan (Kurzfilm)
- 2009: Vampire Diaries (The Vampire Diaries, Fernsehserie, Episode 4x20)
- 2010–2011: Glory Daze (Fernsehserie, 10 Episoden)
- 2011: The Defenders (Fernsehserie, Episode 1x17)
- 2011: Der letzte Beweis (Innocent)
- 2012: Dallas (Fernsehserie, 9 Episoden)
- 2013: Grimm (Fernsehserie, Episode 2x14)
- 2013: Major Crimes (Fernsehserie, Episode 2x10)
- seit 2013: The Originals (Fernsehserie)